# Hillsmere Shores
Hillsmere Shores és una concentració de població designada pel cens dels Estats Units a l'estat de Maryland. Segons el cens del 2000 tenia 2.977 habitants.

## Demografia
Segons el cens del 2000, Hillsmere Shores tenia 2.977 habitants, 1.107 habitatges, i 867 famílies. La densitat de població era de 826,9 habitants/km².
Dels 1.107 habitatges en un 31,6% hi vivien nens de menys de 18 anys, en un 65,9% hi vivien parelles casades, en un 9,4% dones solteres, i en un 21,6% no eren unitats familiars. En el 15% dels habitatges hi vivien persones soles el 4,5% de les quals corresponia a persones de 65 anys o més que vivien soles. El nombre mitjà de persones vivint en cada habitatge era de 2,64 i el nombre mitjà de persones que vivien en cada família era de 2,92.
Per edats la població es repartia de la següent manera: un 23% tenia menys de 18 anys, un 4,6% entre 18 i 24, un 27,4% entre 25 i 44, un 32,1% de 45 a 60 i un 12,9% 65 anys o més.
L'edat mediana era de 42 anys. Per cada 100 dones de 18 o més anys hi havia 95,1 homes.
La renda mediana per habitatge era de 72.035 $ i la renda mediana per família de 72.685 $. Els homes tenien una renda mediana de 57.039 $ mentre que les dones 35.000 $. La renda per capita de la població era de 35.352 $. Entorn del 2,4% de les famílies i el 4,5% de la població estaven per davall del llindar de pobresa.

## Poblacions més properes
El següent diagrama mostra les poblacions més properes.